# Adri van Velsen
Adri van Velsen (* 1946) ist ein niederländischer Tenorsaxophonist und Musikpädagoge.
Van Velsen ist seit der Gründung Mitglied des Nederlands Saxofoon Kwartet (mit Ed Bogaard, Leo van Oostrom und Alex de Leeuw), mit dem er mehrere Alben aufnahm und 1980 mit dem Johan-Wagenaar-Preis ausgezeichnet wurde. Außerdem arbeitete er mit dem Schönberg Ensemble, dem ASKO, dem Nieuw Ensemble und allen großen niederländischen Sinfonieorchestern zusammen und ist Tenorsaxophonist des Concertgebouw-Orchester.  Für die Theaterproduktion Odysseus (mit  Frank Groothof) wurde er mit einem Edison Award ausgezeichnet. Im Duo mit der Pianistin Marianne Soeterbroek widmet er sich dem Repertoire für Tenorsaxophon und Klavier. Komponisten wie Klaas de Vries und Henk Alkema komponierten Werke für ihn. Van Velsen unterrichtete seit 1976 Saxophon, Jazzsaxophon und Kammermusik zunächst am Prins Claus Conservatorium Groningen, später am Conservatorium Maastricht (Schüler u. a. Paul van Aubel), dessen Bigband er leitet.

## Quelle
- Nederlands Saxofoon Kwartet – De Musici

| Personendaten    | Personendaten                                       |
| ---------------- | --------------------------------------------------- |
| NAME             | Velsen, Adri van                                    |
| KURZBESCHREIBUNG | niederländischer Tenorsaxophonist und Musikpädagoge |
| GEBURTSDATUM     | 1946                                                |